# 2014年冬季残疾人奥林匹克运动会荷兰代表团
2014年冬季残疾人奥林匹克运动会荷兰代表团是荷兰派出的2014年冬季残疾人奥林匹克运动会代表团。获得1枚金牌。